# Double-Test
Der Double-Test ist in der Medizin eine Untersuchungsmethode der Pränataldiagnostik, bei der durch die Messung zweier (double = zweifach) Laborwerte im mütterlichen Blut eine Wahrscheinlichkeitsangabe für körperliche und chromosomale Fehlbildungen des ungeborenen Kindes, insbesondere für die Trisomie 21, errechnet werden kann. Dabei wird zwischen einem „Double-Test“ im ersten und im zweiten Trimenon unterschieden.

## Untersuchungszeitpunkt
Der Double-Test im ersten Trimenon kann zwischen der 10. bis zur abgeschlossenen 14. Schwangerschaftswoche durchgeführt werden. Im zweiten Trimenon wird diese Phase üblicherweise mit der 14. bis kompletten 20. Schwangerschaftswoche angegeben. Es handelt sich um keine Routineuntersuchung und wird nur dann durchgeführt, wenn die Schwangere bzw. das Elternpaar dies ausdrücklich wünscht.

## Was wird untersucht?
Die Untersuchung im ersten Trimenon beinhaltet eine Analyse von zwei mütterlichen Blutwerten, einem spezifischen Schwangerschaftsenzym (PAPP-A: Pregnancy associated plasma protein A, englisch für schwangerschaftsassoziiertes Protein A) und der freien β-Untereinheit des Schwangerschaftshormons humanes Choriongonadotropin (freies β-hCG).
Die Untersuchung im zweiten Trimenon beinhaltet eine Analyse der zwei mütterlichen Blutwerte hCG und AFP.
Beim PAPP-A, hCG und freien β-hCG handelt es sich um Produkte der Plazenta (Mutterkuchen). Das AFP wird dagegen zunächst im fetalen Dottersack und später in der fetalen Leber gebildet.

## Bedeutung der Blutwerte
Ein niedriger PAPP-A-Wert ist mit verschiedenen fetalen Chromosomenveränderungen, insbesondere mit der Trisomie 21 assoziiert. Bei einem Edwards-Syndrom (Trisomie 18) oder einer Triploidie (Verdreifachung aller Chromosomen) liegen die PAPP-A-Werte üblicherweise extrem niedrig, oft sogar an der Nachweisgrenze.
Das hCG bzw. freie β-hCG ist bei einer fetalen Trisomie 21 oft doppelt erhöht, bei einer fetalen Trisomie 18 jedoch in fast allen Fällen extrem erniedrigt.
Das AFP ist bei einer fetalen Trisomie 21 meist erniedrigt, bei Vorliegen eines fetalen Verschlussdefektes, z. B. Neuralrohrdefekt oder Bauchwanddefekt, jedoch deutlich erhöht.
Zusätzlich werden in der Regel das mütterliche Alter, das mütterliche Gewicht, die genaue Schwangerschaftswoche, eventuell vorhandene Diabetes mellitus bzw. Gestationsdiabetes der Mutter, ihr Nikotinkonsum (Rauchen), vorangegangenen Schwangerschaften mit einem Kind mit Chromosomenbesonderheit sowie die beim NT-Screening (Messung der Nackentransparenz) per Ultraschall gemessenen Werte herangezogen, um eine Wahrscheinlichkeitsangabe für Besonderheiten beim ungeborenen Kind zu machen.
Werden diese Untersuchungen (Double-Test im ersten Trimenon und Nackentransparenzmessung) in Kombination miteinander vorgenommen, fasst man sie unter dem Begriff First-Trimester-Screening bzw. Erst-Trimester-Screening zusammen. Blutwerte (und ggf. Dicke der Nackenfalte des Babys) werden ausgewertet, um eine auf statistischen Werten basierende individuelle Wahrscheinlichkeitsangabe für insbesondere ein Down-Syndrom (Trisomie 21) beim Baby zu machen.

## Kritik
Der Test eignet sich dazu, diejenigen Schwangeren zu identifizieren, die eine statistisch gesehen erhöhte Wahrscheinlichkeit haben, ein Kind mit insbesondere einer chromosomalen Besonderheit zu erwarten, damit ihnen speziell eine weiterführende Diagnostik empfohlen werden kann. Da es sich beim Double-Test lediglich um einen Suchtest und nicht um eine diagnostische Untersuchung handelt, bedeutet dies, dass ein Teil der Kinder mit einer entsprechenden Besonderheit nicht erkannt wird (Restrisiko durch ein falsch negatives Ergebnis) und der Test vielfach falsche Prognosen gibt (falsch positives Ergebnis).
Nur durch eine Chromosomenuntersuchung (z. B. durch Chorionzottenbiopsie oder Amniozentese) lassen sich bestimmte chromosomale Besonderheiten mit hoher Sicherheit, aber auch mit bestimmten Risiken (u. a. dem einer Fehlgeburt), diagnostizieren.